# Leichtathletik-Weltmeisterschaften 2011/Teilnehmer (Lesotho)
| Gelbes Symbol für Goldmedaillen mit stilisierten Olympischen Ringen | Graues Symbol für Silbermedaillen mit stilisierten Olympischen Ringen | Braundes Symbol für Bronzemedaillen mit stilisierten Olympischen Ringen |
| ------------------------------------------------------------------- | --------------------------------------------------------------------- | ----------------------------------------------------------------------- |
| —                                                                   | —                                                                     | —                                                                       |

Der Leichtathletik-Verband Lesothos stellte bei den Leichtathletik-Weltmeisterschaften 2011 im koreanischen Daegu zwei Teilnehmer.

## Ergebnisse

### Männer

#### Laufdisziplinen
| Athlet        | Disziplin | Vorlauf | Vorlauf | Halbfinale | Halbfinale | Finale        | Finale        |
| Athlet        | Disziplin | Zeit    | Platz   | Zeit       | Platz      | Zeit          | Platz         |
| ------------- | --------- | ------- | ------- | ---------- | ---------- | ------------- | ------------- |
| Mosito Lehata | 200 m     | 21,03 s | 36      | DNS        | DNS        | ausgeschieden | ausgeschieden |

### Frauen

#### Laufdisziplinen
| Athletin          | Disziplin | Vorlauf | Vorlauf | Halbfinale | Halbfinale | Finale       | Finale |
| Athletin          | Disziplin | Zeit    | Platz   | Zeit       | Platz      | Zeit         | Platz  |
| ----------------- | --------- | ------- | ------- | ---------- | ---------- | ------------ | ------ |
| Moleboheng Mafata | Marathon  |         |         |            |            | 3:28:30 h SB | 45     |